# 조르주 심농
조르주 조제프 크리스티앙 심농(프랑스어: Georges Joseph Christian Simenon, 프랑스어 발음: [ʒɔʁʒ simnɔ̃], 1903년 2월 13일~1989년 9월 4일)은 벨기에의 소설가이다.

## 생애
1918년 아버지가 몸져누우면서 학교를 그만두고 생업 전선에 뛰어들게 된 그는 1919년 열여섯의 나이로 「가제트 드 리에주」지의 기자가 되었다. 1922년 파리 북역에 발을 디딘 후 20여 개의 필명으로 대중 소설들을 써내며 작가적 입지를 굳혀 나갔다. 쥘 메그레 반장의 캐릭터를 처음으로 구상한 것은 1929년의 일로, 1930년에 메그레가 주인공으로 등장하는 「불안의 집(La Maison de l'inquiétude)」이라는 단편이 조르주 심이라는 이름으로 발표된다.
메그레란 인물에 대한 확신을 품은 심농은 처음으로 자신의 본명을 사용하여 1931년에만 『수상한 라트비아인』, 『갈레 씨 홀로 죽다』와 『생폴리앵에 지다』, 『라 프로비당스 호의 마부』 등 10편 이상의 메그레 시리즈를 펴내며, 이 작품들은 사람들의 예상을 깨고 엄청난 성공을 거둔다. 총 103편(장편 75편, 단편 28편)의 이야기에 등장하여 독특한 심리 게임으로 사건을 풀어 가는 메그레 반장은 셜록 홈스, 아르센 뤼팽과 더불어 추리 문학 역사상 가장 사랑받는 주인공으로 등극하기에 이른다.
1932년에는 『교차로의 밤(La Nuit du carrefour)』이 장 르누아르에 의해 최초로 영화화된다. 그 후 심농의 작품을 바탕으로 한 영화가 지금까지 프랑스에서만 50편이 넘게 제작되고, 텔레비전 시리즈로도 끊임없이 제작되는 등 심농은 프랑스는 물론이고 전 세계적으로 가장 사랑받는 작가로 우뚝 선다.
1955년 스위스에 정착한 심농은 1989년 로잔에서 사망했다.

## 작품 목록

### 메그레 시리즈The Maigret Series목록
- 수상한 라트비아인 Pietr-le-Letton (1931)
- 갈레 씨, 홀로 죽다 Monsieur Gallet, décédé(1931)
- 생폴리앵에 지다 Le Pendu de Saint-Pholien(1931)
- 라 프로비당스 호의 마부 Le Charretier de La Providence(1931)
- 누런 개 Le Chien jaune(1931)
- 교차로의 밤 La Nuit du carrefour(1931)
- 네덜란드 살인 사건 Un Crime en(1931)
- 테르누바의 약속 Au Rendez-Vous des Terre-Neuvas(1931)
- 타인의 목 La Tête d’un homme(1931)
- 게물랭의 댄서 La Danseuse du Gai-Moulin(1931)
- 센 강의 술집 La Guinguette à deux sous(1931)
- 창가의 그림자 L’Ombre chinoise(1932)
- 생피아크르 사건 L’Affaire Saint-Fiacre(1932)
- 메그레와 플랑드르인 Chez les Flamands(1932)
- 베르주라크의 광인 Le Fou de Bergerac(1932)
- 안개의 항구 Le Port des brumes(1932)
- 리버티 바 Liberty Bar(1932)
- 제1호 수문 L’Écluse no.1(1933)
- 메그레 Maigret(1934)
- 마제스틱 호텔의 지하 Les Caves du Majestic(1942)
- 판사의 집 La Maison du juge(1942)
- 세실이 죽었다 Cécile est morte(1942)
- 피크퓌스 드림 Signé Picpus(1944)
- 펠리시가 여기 있다 Félicie est là(1944)
- 시체 형사 L’Inspecteur Cadavre(1944)
- 메그레, 화나다 Maigret se fâche(1947)
- 뉴욕의 메그레 Maigret à New York(1947)
- 메그레와 그의 죽음 Maigret et son mort(1948)
- 메그레의 휴가 Les Vacances de Maigret(1948)
- 메그레의 첫 수사 La Première enquête de Maigret(1949)
- 내 친구 메그레 Mon ami Maigret(1949)
- 메그레와 검시관 Maigret chez le coroner(1949)
- 메그레와 노부인 Maigret et la vieille dame(1950)
- 마담 메그레의 친구 L’Amie de Madame Maigret(1950)
- 메그레의 기억 Les Mémoires de Maigret(1951)
- 피크라트 술집의 메그레 Maigret au Picratt’s(1951)
- 메그레와 아파트 Maigret en meublé(1951)
- 메그레와 키 큰 창녀 Maigret et la Grande Perche(1951)
- 메그레와 로뇽과 깡패들 Maigret, Lognon et les gangsters(1952)
- 메그레의 권총 Le Revolver de Maigret(1952)
- 메그레와 벤치의 사나이 Maigret et l’homme du banc(1953)
- 메그레, 두려워하다 Maigret a peur(1953)
- 메그레, 실수하다 Maigret se trompe(1953)
- 학교에 간 메그레 Maigret à l’école(1954)
- 메그레와 죽은 여인 Maigret et la jeune morte(1954)
- 메그레와 장관 Maigret chez le ministre(1955)
- 메그레와 머리 없는 시체 Maigret et le corps sans tête(1955)
- 메그레, 덫을 놓다 Maigret tend un piège(1955)
- 메그레의 실패 Un Échec de Maigret(1956)
- 메그레, 삶을 즐기다 Maigret s’amuse(1957)
- 메그레, 여행을 떠나다 Maigret voyage(1958)
- 메그레의 양심의 가책 Les Scrupules de Maigret(1958)
- 메그레와 고집 센 목격자들 Maigret et les témoins récalcitrants(1959)
- 메그레의 비밀 Une Confidence de Maigret(1959)
- 중죄 재판소의 메그레 Maigret aux assises(1960)
- 메그레와 늙은이들 Maigret et les vieillards(1960)
- 메그레와 게으른 도둑 Maigret et le voleur paresseux(1961)
- 메그레와 용감한 사람들 Maigret et les braves gens(1962)
- 메그레와 토요일의 손님 Maigret et le client du samedi(1962)
- 메그레의 분노 La Colère de Maigret(1963)
- 메그레와 거지 Maigret et le clochard(1963)
- 메그레와 유령 Maigret et le fantôme(1964)
- 메그레, 자신을 지키다 Maigret se défend(1964)
- 메그레의 인내심 La Patience de Maigret(1965)
- 메그레와 나후르 사건 Maigret et l’affaire Nahour(1966)
- 메그레의 도둑 Le Voleur de Maigret(1967)
- 비시의 메그레 Maigret à Vichy(1968)
- 메그레, 망설이다 Maigret hésite(1968)
- 메그레의 옛 친구 L’Ami d’enfance de Maigret(1968)
- 메그레와 살인자 Maigret et le tueur(1969)
- 메그레와 와인상 Maigret et le marchand de vin(1970)
- 메그레와 미친 여자 La Folle de Maigret(1970)
- 메그레와 고독한 사나이 Maigret et l’homme tout seul(1971)
- 메그레와 밀고자 Maigret et l’indicateur(1971)
- 메그레와 샤를 씨 Maigret et Monsieur Charles(1972)

### 기타
- 조르주 심농 외 (2011).  성귀수, 이상해, 임호경, 최애리 옮김, 편집. 《조르주 심농 ― 삶을 수사하다》. 열린책들. ISBN 978-89-329-1088-8.